# Büro für Flugunfalluntersuchungen
Das Büro für Flugunfalluntersuchungen BFU (französisch Bureau d’enquête sur les accidents d’aviation BEAA, italienisch Ufficio d’inchiesta sugli infortuni aeronautici UIIA, rätoromanisch Uffizi d’inquisiziun per accidents d’aviatica UIAA, englisch Aircraft Accident Investigation Bureau AAIB) war bis 2011 die schweizerische Behörde für Flugunfalluntersuchung. Es wurde 1960 auf Beschluss des schweizerischen Parlaments eingerichtet. Administrativ war es dem Generalsekretariat des Eidgenössischen Departements für Umwelt, Verkehr, Energie und Kommunikation UVEK angegliedert. Die Büros des BFU befanden sich auf dem Militärflugplatz Payerne. Ein ehemaliger Helikopter der REGA (HB-XWC des Typs Agusta A109K2) diente bis 2012 als Diensthelikopter.

## Geschichte
Das Übereinkommen über die internationale Zivilluftfahrt verlangt, dass die Unterzeichnerstaaten die Flugunfälle untersuchen, die sich innerhalb ihres Hoheitsgebiets ereignen. An der Untersuchung können auch Vertreter der Länder an der Untersuchung teilnehmen, in denen die betroffenen Luftfahrzeuge konstruiert, gebaut, zugelassen oder eingetragen worden sind. Der Zweck dieser Untersuchung ist die Verhütung zukünftiger Unfälle. Diese Aufgabe wurde in der Schweiz durch das BFU wahrgenommen.
Da eine Aufsichtsbehörde durch den Erlass von unzweckmässigen Vorschriften oder durch das Unterlassen ihrer Pflichten an der Entstehung eines Flugunfalls beteiligt sein kann, empfiehlt die ICAO, dass Flugunfälle von unabhängigen Stellen untersucht werden. Deshalb war das BFU nicht dem Bundesamt für Zivilluftfahrt (BAZL) angegliedert.
Gemäss der ICAO ist der alleinige Zweck der Untersuchung die Unfallverhütung. Die Schweiz hat hier den Vorbehalt angebracht, dass der Untersuchungsbericht auch in allfälligen Gerichtsverfahren als Beweismittel verwendet werden darf.

### Schweizerische Unfalluntersuchungsstelle
Per 1. November 2011 wurden das Büro für Flugunfalluntersuchungen (BFU) und die Unfalluntersuchungsstelle Bahnen und Schiffe (UUS) zur Schweizerischen Unfalluntersuchungsstelle (SUST) zusammengelegt. Die SUST ist nach wie vor unabhängig und nicht dem BAZL angegliedert. Der Bereich Aviatik der SUST übernahm die Aufgaben des ehemaligen BFU. Sitz der Geschäftsleitung und des Bereichs Bahnen und Schiffe ist Bern, die Büros des Bereichs Aviatik sowie der Diensthelikopter der SUST (seit 2013 die HB-ZSI, eine Agusta A109SP) befinden sich in Payerne.

## Untersuchungen des BFU
Als Beispiele angeführt:
- Crossair-Flug 498
- Crossair-Flug 3597